# Didymella hierochloes
Didymella hierochloes är en svampart som beskrevs av Petr. 1947. Didymella hierochloes ingår i släktet Didymella, ordningen Pleosporales, klassen Dothideomycetes, divisionen sporsäcksvampar och riket svampar.   Inga underarter finns listade i Catalogue of Life.